# Muzeul de Arheologie din Oltenița
Muzeul de Arheologie din Oltenița este un monument istoric aflat pe teritoriul municipiului Oltenița.
Clădirea este construită în 1926, arhitect Ion Cernescu. Inițial a fost destinată găzduirii de manifestări culturale, apoi o parte din local a găzduit temporar sediul filialei Oltenița a BNR și Sfatul popular raional. Din 1969, clădirea a revenit integral muzeului.

## Galerie

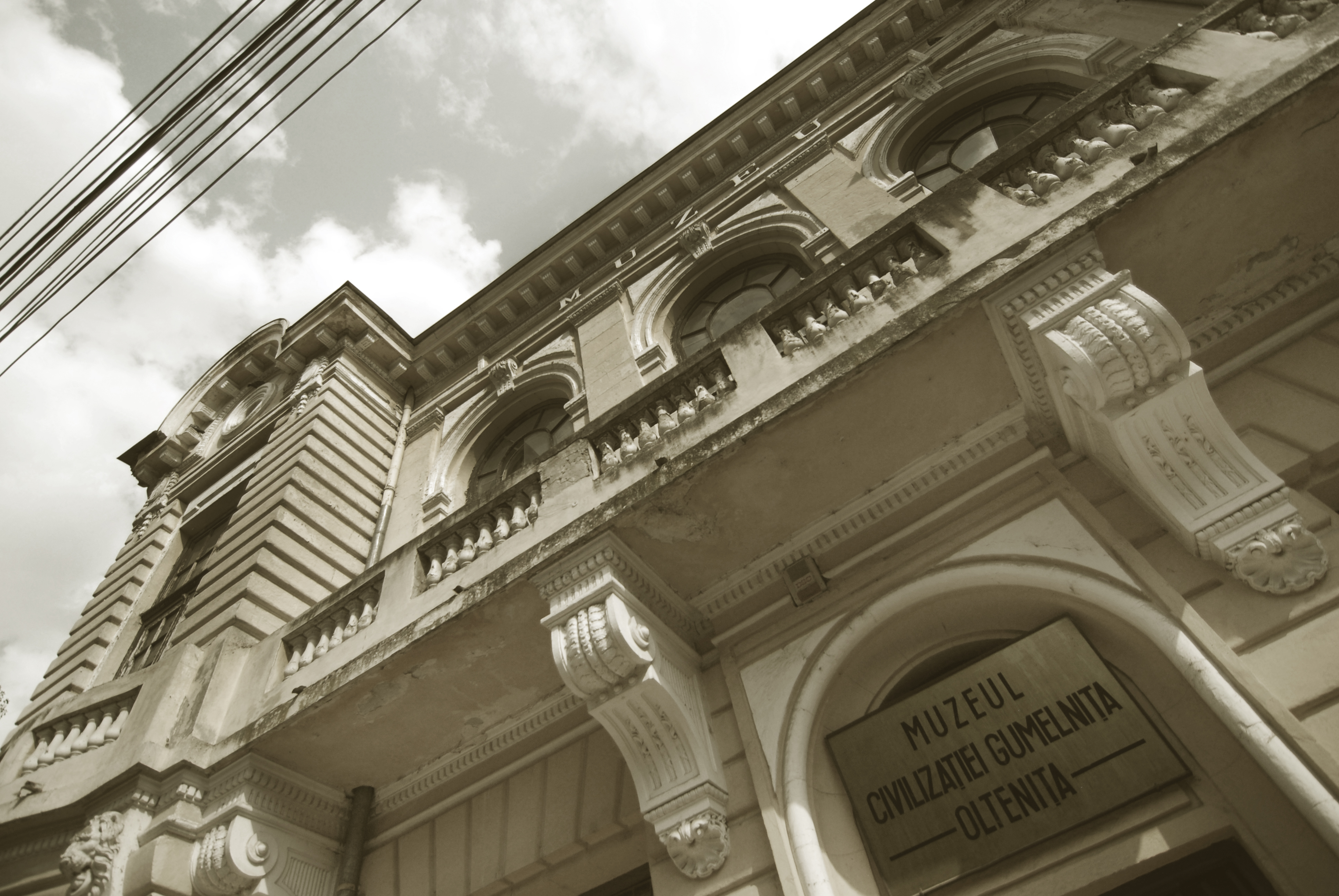
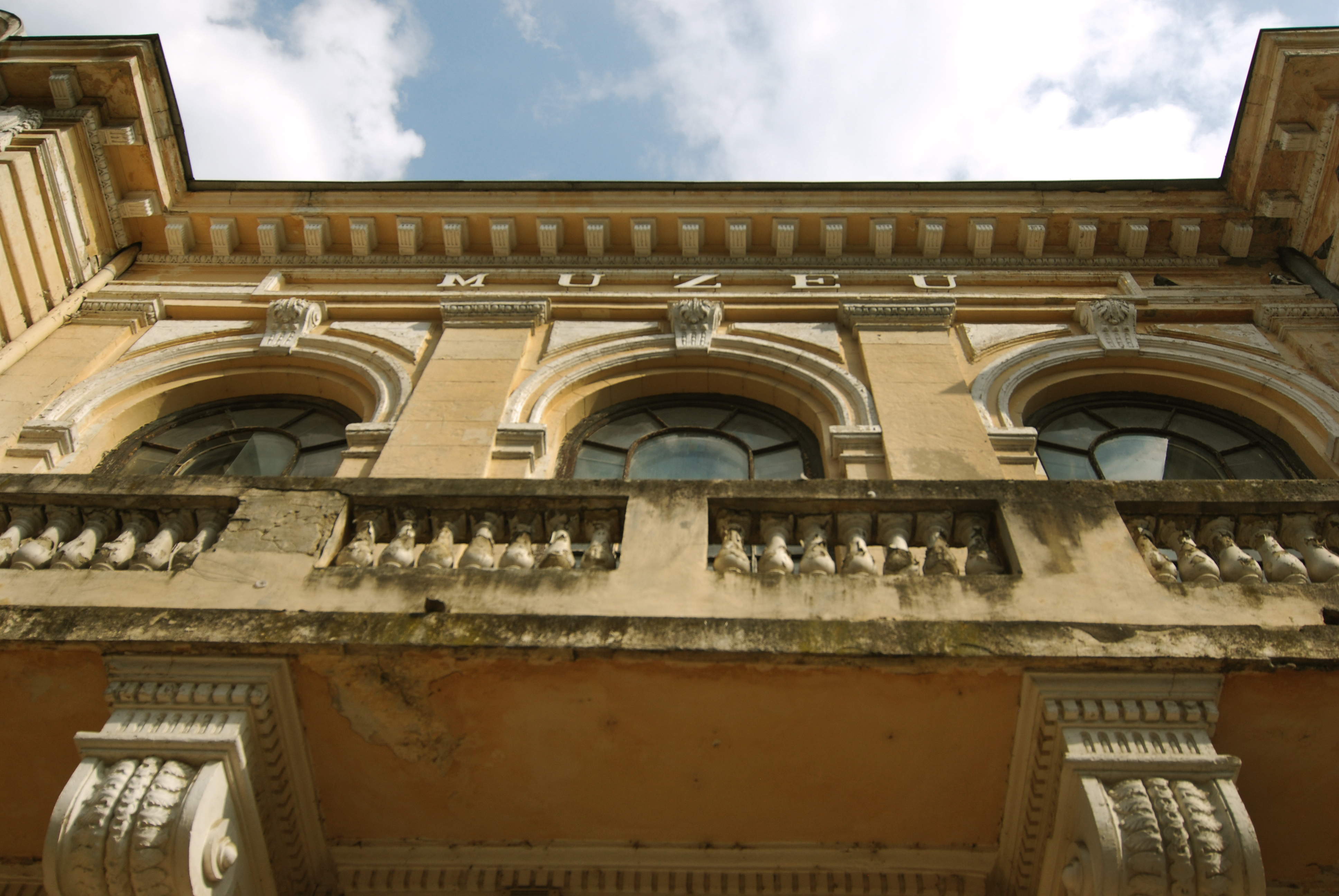
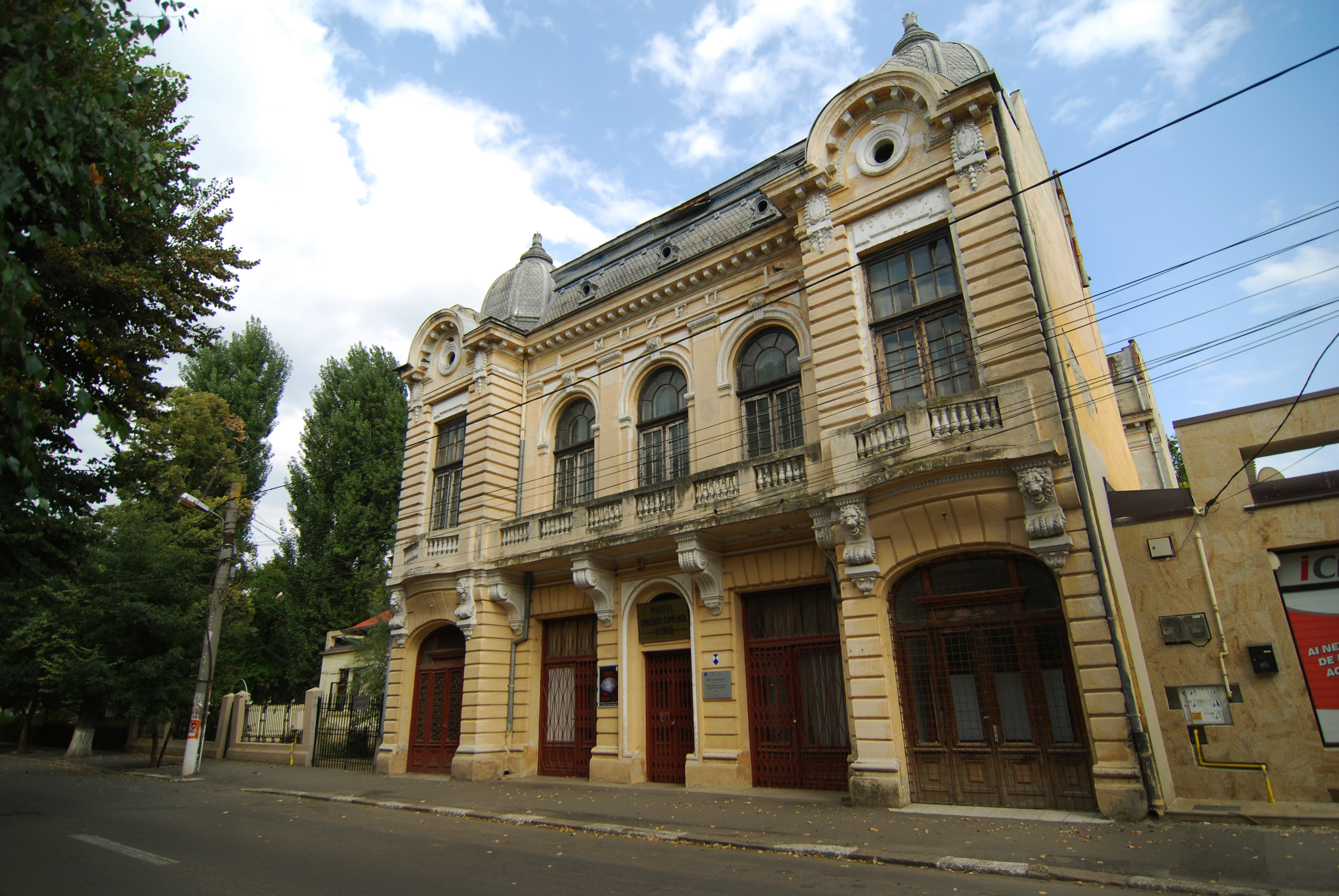
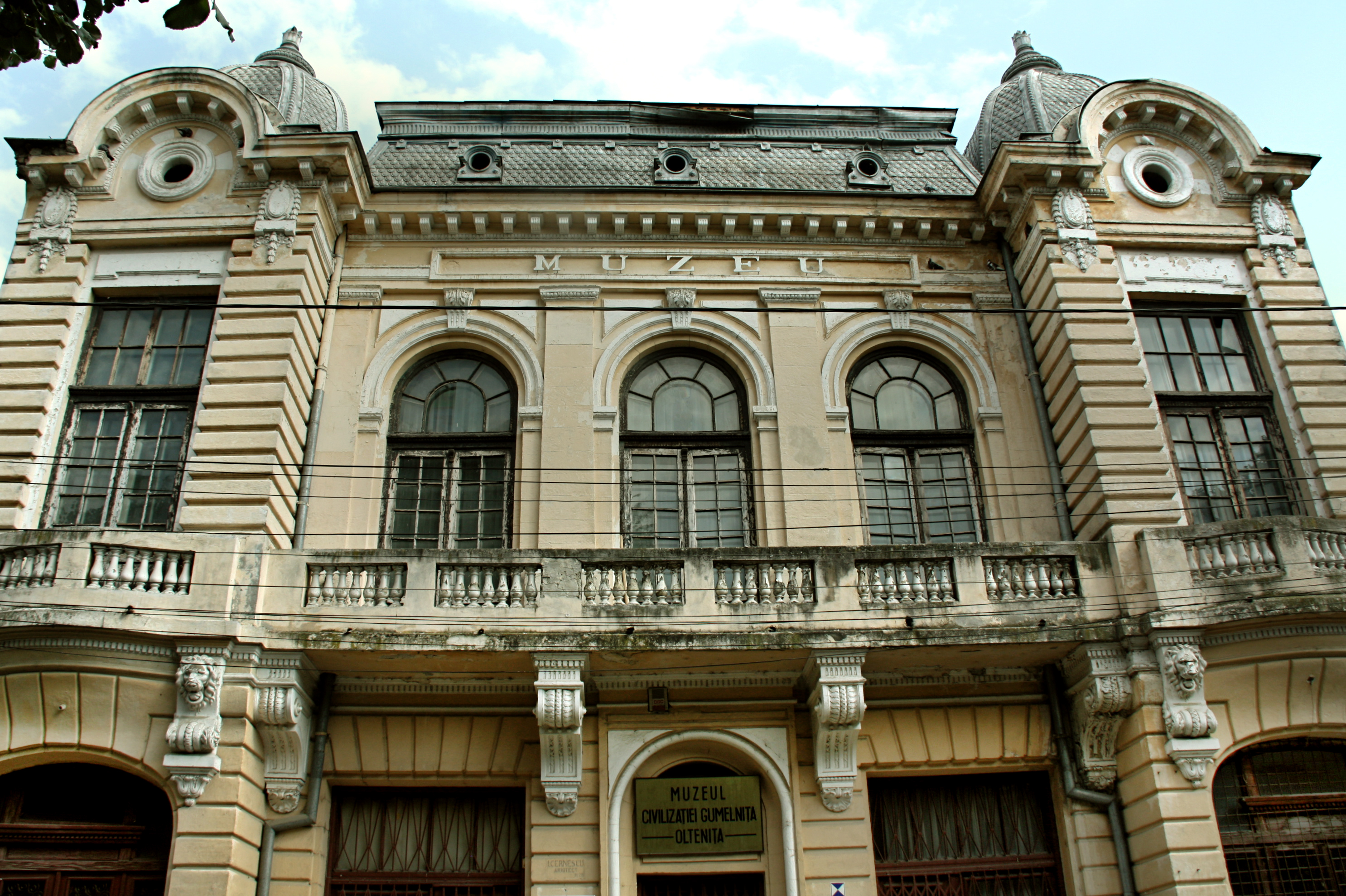
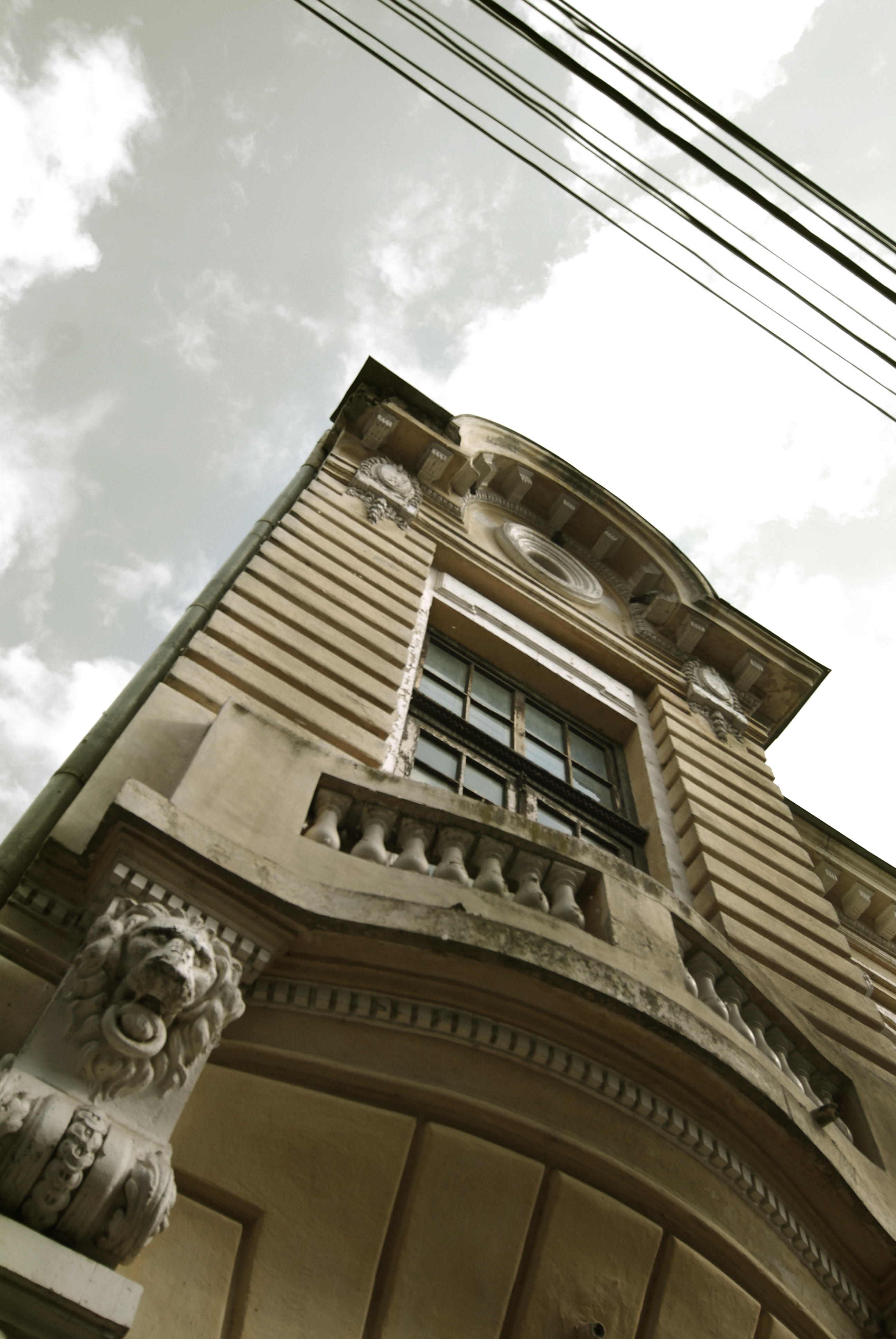